# Liste der Baudenkmale in Gieboldehausen
In der Liste der Baudenkmale in Gieboldehausen sind Baudenkmale der niedersächsischen Gemeinde Gieboldehausen im Landkreis Göttingen aufgelistet. Stand der Liste das Jahr 1997.

## Allgemein
Gieboldehausen liegt an den Bundesstraßen 27 und 247. Das erste Mal erwähnt wurde der Ort im Jahre 1002.
In den Spalten befinden sich folgende Informationen:
- Lage: die Adresse des Baudenkmales und die geographischen Koordinaten. Kartenansicht, um Koordinaten zu setzen. In der Kartenansicht sind Baudenkmale ohne Koordinaten mit einem roten Marker dargestellt und können in der Karte gesetzt werden. Baudenkmale ohne Bild sind mit einem blauen Marker gekennzeichnet, Baudenkmale mit Bild mit einem grünen Marker.
- Bezeichnung: Bezeichnung des Baudenkmales
- Beschreibung: die Beschreibung des Baudenkmales. Unter § 3 Abs. 2 NDSchG werden Einzeldenkmale und unter § 3 Abs. 3 NDSchG Gruppen baulicher Anlagen und deren Bestandteile ausgewiesen.
- ID: die Objekt-ID des Baudenkmales
- Bild: ein Bild des Baudenkmales, ggf. zusätzlich mit einem Link zu weiteren Fotos des Baudenkmals im Medienarchiv Wikimedia Commons. Wenn man auf das Kamerasymbol klickt, können Fotos zu Baudenkmalen aus dieser Liste hochgeladen werden:

## Gieboldehausen
| Lage                                                                                          | Bezeichnung                             | Beschreibung | ID       | Bild           |
| --------------------------------------------------------------------------------------------- | --------------------------------------- | --- | -------- | -------------- |
| Am Armenhof, Kreuzung Rhumestraße und Northeimer Landstraße (B27) 51° 36′ 55″ N, 10° 13′ 3″ O | Wegekreuz                               | Das Wegekreuz ist etwa vier Meter hoch und aus roten Sandstein gefertigt. Unter dem Corpus Christ am Kreuz liegt das Lamm Gottes.                                                             | 35256905 |                |
| Amtsstraße 5 51° 36′ 43″ N, 10° 12′ 57″ O                                                     | Wohnhaus                                | Einzeldenkmal der Baudenkmal-Gruppe Amtsstraße 5, 7, 9, 11 (ID 35229577) | 35256672 |                |
| Amtsstraße 7 51° 36′ 43″ N, 10° 12′ 57″ O                                                     | Wohnhaus                                | Einzeldenkmal der Baudenkmal-Gruppe Amtsstraße 5, 7, 9, 11 (ID 35229577) | 35256694 |                |
| Amtsstraße 8 51° 36′ 46″ N, 10° 12′ 59″ O                                                     | Amts- und Gerichtshaus                  | Das ehemalige Amts- und Gerichtshaus wurde 1854 erbaut. | 35256716 |                |
| Amtsstraße 8 51° 36′ 47″ N, 10° 12′ 59″ O                                                     | Nebengebäude                            | Nebengebäude des Amtsgerichts | 35256737 |                |
| Amtsstraße 9 51° 36′ 44″ N, 10° 12′ 56″ O                                                     | Wohnhaus                                | Einzeldenkmal der Baudenkmal-Gruppe Amtsstraße 5, 7, 9, 11 (ID 35229577) | 35256757 |                |
| Amtsstraße 11 51° 36′ 44″ N, 10° 12′ 56″ O                                                    | Wohnhaus                                | Einzeldenkmal der Baudenkmal-Gruppe Amtsstraße 5, 7, 9, 11 (ID 35229577) | 35256779 |                |
| An der Kirche 1 51° 36′ 37″ N, 10° 12′ 51″ O                                                  | Pfarrkirche St. Laurentius              | | 35256801 | Weitere Bilder |
| An der Kirche 1 51° 36′ 36″ N, 10° 12′ 52″ O                                                  | Bruchsteingrotte                        | | 35256822 |                |
| An der Kirche 3 51° 36′ 38″ N, 10° 12′ 52″ O                                                  | Wohnhaus                                | Das Wohnhaus wurde 1694 errichtet. Es ist ein zweigeschossiges, traufständiges Fachwerkhaus mit einem Mansarddach. Heute befindet sich hier die Sparkasse.                                    | 35256843 |                |
| An der Kirche 4/5 51° 36′ 38″ N, 10° 12′ 51″ O                                                | Wohnhaus                                | gleichzeitig Baudenkmal-Gruppe (ID 35229591) | 35256863 |                |
| Auf der Hahlewiese 51° 36′ 28″ N, 10° 12′ 49″ O                                               | Bildstock                               | | 35256885 | BW             |
| Wüstung Dodenhusen 51° 36′ 24″ N, 10° 10′ 51″ O                                               | Dodenhäuser Kapelle mit Bildstock       | Schlichte Fachwerkkapelle aus dem Jahr 1849 an der Stelle der Wüstung Dodenhusen auf einer leichten Anhöhe, daneben ein etwa drei Meter hoher Bildstock aus weißem Sandstein, bezeichnet 1682 | 35256613 | Weitere Bilder |
| Fleckenstraße 1 51° 36′ 38″ N, 10° 12′ 47″ O                                                  | Wohnhaus                                | Einzeldenkmal der Baudenkmal-Gruppe Fleckenstraße 1–19 (ID 35229605) | 35256925 |                |
| Fleckenstraße 3 51° 36′ 38″ N, 10° 12′ 47″ O                                                  | Wohnhaus                                | Einzeldenkmal der Baudenkmal-Gruppe Fleckenstraße 1–19 (ID 35229605) | 35256947 |                |
| Fleckenstraße 5 51° 36′ 38″ N, 10° 12′ 47″ O                                                  | Wohnhaus                                | Einzeldenkmal der Baudenkmal-Gruppe Fleckenstraße 1–19 (ID 35229605) | 35256969 |                |
| Fleckenstraße 7 51° 36′ 39″ N, 10° 12′ 46″ O                                                  | Wohnhaus                                | Einzeldenkmal der Baudenkmal-Gruppe Fleckenstraße 1–19 (ID 35229605) | 35256991 |                |
| Fleckenstraße 9 51° 36′ 39″ N, 10° 12′ 46″ O                                                  | Wohnhaus                                | Einzeldenkmal der Baudenkmal-Gruppe Fleckenstraße 1–19 (ID 35229605) | 35257013 |                |
| Fleckenstraße 11 51° 36′ 39″ N, 10° 12′ 46″ O                                                 | Wohnhaus                                | Einzeldenkmal der Baudenkmal-Gruppe Fleckenstraße 1–19 (ID 35229605) | 35257035 |                |
| Fleckenstraße 13 51° 36′ 40″ N, 10° 12′ 46″ O                                                 | Wohnhaus                                | Einzeldenkmal der Baudenkmal-Gruppe Fleckenstraße 1–19 (ID 35229605) | 35257057 |                |
| Fleckenstraße 15 51° 36′ 40″ N, 10° 12′ 46″ O                                                 | Wohnhaus                                | Einzeldenkmal der Baudenkmal-Gruppe Fleckenstraße 1–19 (ID 35229605) | 35257079 |                |
| Fleckenstraße 17 51° 36′ 40″ N, 10° 12′ 46″ O                                                 | Wohnhaus                                | Einzeldenkmal der Baudenkmal-Gruppe Fleckenstraße 1–19 (ID 35229605) | 35257101 |                |
| Fleckenstraße 19 51° 36′ 40″ N, 10° 12′ 46″ O                                                 | Wohnhaus                                | Einzeldenkmal der Baudenkmal-Gruppe Fleckenstraße 1–19 (ID 35229605) | 35257123 |                |
| Göttinger Landstraße 10 Ecke Neue Straße 51° 36′ 16″ N, 10° 12′ 34″ O                         | Bildstock                               | | 35257669 |                |
| Hahlebrücke 51° 36′ 35″ N, 10° 12′ 39″ O                                                      | Nepomuk-Statue                          | Die Statue für den Heiligen Johannes von Nepomuk wurde 1743 errichtet. | 35257187 |                |
| Am Schützenplatz 2-3 51° 36′ 38″ N, 10° 12′ 33″ O                                             | Bildstock                               | Bildstock von 1676, gestiftet durch Müllermeister Christoffel Hartmann. |          |                |
| Hahlestraße 5 51° 36′ 37″ N, 10° 12′ 47″ O                                                    | Wohnhaus                                | Einzeldenkmal der Baudenkmal-Gruppe Hahlestraße 5, 7 (ID 35229619) | 35258271 |                |
| Hahlestraße 7 51° 36′ 36″ N, 10° 12′ 46″ O                                                    | Wohnhaus                                | Einzeldenkmal der Baudenkmal-Gruppe Hahlestraße 5, 7 (ID 35229619) | 35257208 |                |
| Hahlestraße 13 51° 36′ 34″ N, 10° 12′ 49″ O                                                   | Burgmannshof, ehemaliger Burgmannensitz | Schloss Gieboldehausen ist der Sitz des Adelsgeschlechts der Minnigerode. | 35257256 | Weitere Bilder |
| Hohe Leuchte 14 51° 36′ 39″ N, 10° 12′ 48″ O                                                  | Wohnhaus                                | Einzeldenkmal der Baudenkmal-Gruppe Wohnhäuser Hohe Leuchte 14–16 (ID 35229749) | 35257277 |                |
| Hohe Leuchte 16 51° 36′ 39″ N, 10° 12′ 48″ O                                                  | Wohnhaus                                | Einzeldenkmal der Baudenkmal-Gruppe Wohnhäuser Hohe Leuchte 14–16 (ID 35229749) | 35257299 |                |
| Marktstraße 51° 36′ 42″ N, 10° 12′ 58″ O                                                      | Ev. luth. Gustav-Adolf-Kirche           | Die evangelische Gustav-Adolf-Kirche wurde 1877 erbaut. Der Entwurf stammt von C. W. Hase. Einzeldenkmal der Baudenkmal-Gruppe Kirche Marktstraße u. Marktstraße 25 (ID 35229635)             | 35257321 | Weitere Bilder |
| Marktstraße 4 51° 36′ 38″ N, 10° 12′ 55″ O                                                    | Apotheke                                | Laurentius-Apotheke. Einzeldenkmal der Baudenkmal-Gruppe Marktstraße 4–20 (ID 35229649) | 35257367 |                |
| Marktstraße 6 51° 36′ 38″ N, 10° 12′ 55″ O                                                    | Wohn-/Geschäftshaus                     | Einzeldenkmal der Baudenkmal-Gruppe Marktstraße 4–20 (ID 35229649) | 35257390 |                |
| Marktstraße 8 51° 36′ 38″ N, 10° 12′ 56″ O                                                    | Wohn-/Geschäftshaus                     | Einzeldenkmal der Baudenkmal-Gruppe Marktstraße 4–20 (ID 35229649) | 35257412 |                |
| Marktstraße 10 51° 36′ 38″ N, 10° 12′ 57″ O                                                   | Wohnhaus                                | Einzeldenkmal der Baudenkmal-Gruppe Marktstraße 4–20 (ID 35229649) | 35257434 |                |
| Marktstraße 12 51° 36′ 39″ N, 10° 12′ 57″ O                                                   | Wohnhaus                                | Einzeldenkmal der Baudenkmal-Gruppe Marktstraße 4–20 (ID 35229649) | 35257456 |                |
| Marktstraße 14 51° 36′ 39″ N, 10° 12′ 58″ O                                                   | Apotheke                                | Hirsch-Apotheke. Einzeldenkmal der Baudenkmal-Gruppe Marktstraße 4–20 (ID 35229649) | 35257478 |                |
| Marktstraße 16 51° 36′ 39″ N, 10° 12′ 58″ O                                                   | Wohnhaus                                | Einzeldenkmal der Baudenkmal-Gruppe Marktstraße 4–20 (ID 35229649) | 35257501 |                |
| Marktstraße 17 51° 36′ 40″ N, 10° 12′ 59″ O                                                   | Wohnhaus                                | | 35257523 |                |
| Marktstraße 18 51° 36′ 39″ N, 10° 12′ 59″ O                                                   | Wohnhaus                                | Einzeldenkmal der Baudenkmal-Gruppe Marktstraße 4–20 (ID 35229649) | 35257543 |                |
| Marktstraße 20 51° 36′ 39″ N, 10° 13′ 0″ O                                                    | Wohnhaus                                | Einzeldenkmal der Baudenkmal-Gruppe Marktstraße 4–20 (ID 35229649) | 35257565 |                |
| Marktstraße 21 51° 36′ 41″ N, 10° 12′ 59″ O                                                   | Wohnhaus                                | | 35257587 |                |
| Marktstraße 25 51° 36′ 43″ N, 10° 12′ 59″ O                                                   | Pfarrhaus                               | Das Pfarrhaus wurde 1865 erbaut. Einzeldenkmal der Baudenkmal-Gruppe Kirche Marktstraße u. Marktstraße 25 (ID 35229635)                                                                       | 35257627 |                |
| Obertorstraße 51° 36′ 27″ N, 10° 12′ 57″ O                                                    | Bildstock                               | Bildstock von 1672, gestiftet durch Müllermeister Christoffel Hartmann. | 35257689 |                |
| Obertorstraße 8 51° 36′ 36″ N, 10° 12′ 53″ O                                                  | Wohnhaus                                | |          |                |
| Obertorstraße 10 51° 36′ 35″ N, 10° 12′ 53″ O                                                 | Wohn-/Wirtschaftsgebäude                | | 35257732 |                |
| Obertorstraße 26 51° 36′ 32″ N, 10° 12′ 55″ O                                                 | Wohnhaus                                | | 35257754 |                |
| Ohlenroder Straße 4 51° 36′ 43″ N, 10° 13′ 2″ O                                               | Wohnhaus                                | Einzeldenkmal der Baudenkmal-Gruppe Ohlenroder Straße 4–10 (ID 35229677) | 35257860 |                |
| Ohlenroder Straße 6 51° 36′ 43″ N, 10° 13′ 3″ O                                               | Wohnhaus                                | Einzeldenkmal der Baudenkmal-Gruppe Ohlenroder Straße 4–10 (ID 35229677) | 35257882 |                |
| Ohlenroder Straße 8 51° 36′ 43″ N, 10° 13′ 3″ O                                               | Wohnhaus                                | Einzeldenkmal der Baudenkmal-Gruppe Ohlenroder Straße 4–10 (ID 35229677) | 35257904 |                |
| Ohlenroder Straße 10 51° 36′ 43″ N, 10° 13′ 4″ O                                              | Wohnhaus                                | Einzeldenkmal der Baudenkmal-Gruppe Ohlenroder Straße 4–10 (ID 35229677) | 35257926 |                |
| Ohlenroder Straße 11 51° 36′ 44″ N, 10° 13′ 6″ O                                              | Wohnhaus                                | Einzeldenkmal der Baudenkmal-Gruppe Ohlenroder Straße 11, 13 (ID 35229691) | 35257948 |                |
| Ohlenroder Straße 13 51° 36′ 44″ N, 10° 13′ 6″ O                                              | Wohnhaus                                | Einzeldenkmal der Baudenkmal-Gruppe Ohlenroder Straße 11, 13 (ID 35229691) | 35257970 |                |
| Ohlenroder Straße 20 51° 36′ 44″ N, 10° 13′ 7″ O                                              | Wohn-/Wirtschaftsgebäude                | Einzeldenkmal der Baudenkmal-Gruppe Ohlenroder Straße 20, 22 (ID 35229705) | 35257992 |                |
| Ohlenroder Straße 22 51° 36′ 44″ N, 10° 13′ 8″ O                                              | Wohn-/Wirtschaftsgebäude                | Einzeldenkmal der Baudenkmal-Gruppe Ohlenroder Straße 20, 22 (ID 35229705) | 35258014 |                |
| Ohlenroder Straße 42 51° 36′ 44″ N, 10° 13′ 15″ O                                             | Wohnhaus                                | | 35258104 |                |
| Ohlenroder Straße 48 51° 36′ 44″ N, 10° 13′ 16″ O                                             | Wohnhaus                                | | 35258124 |                |
| Ohlenroder Straße 51° 36′ 45″ N, 10° 13′ 23″ O                                                | Wegekreuz                               | | 35257817 |                |
| Schulstraße 3 51° 36′ 34″ N, 10° 12′ 57″ O                                                    | Wohnhaus                                | | 35258163 |                |